# Свободный Труд (Брянская область)
Свободный Труд — посёлок в Суражском районе Брянской области в составе Дегтярёвского сельского поселения.

## География
Находится в северо-западной части Брянской области приблизительно в 33 км к север-северо-востоку от города Сураж.

## История
Известен с 1920-х годов. На карте 1941 года отмечен как поселок с 27 дворами.

## Население
| 2010 | 2013 |
| ---- | ---- |
| 13   | ↘11  |

Численность населения: 20 человек (русские 98 %) в 2002 году.